# Grégoire X Djélalbégian
Grégoire ou Grigor X  Djélalbégian ou Jelalbekian (en arménien Գրիգոր Ժ Ջալալբեկյանց ; mort en 1466) est Catholicos de l'Église apostolique arménienne de 1443 à 1466.

## Biographie
Grégoire Djélalbégian ou Jelalbekian (ǰalalbēkeanc‘), évêque d’Ardaze, était déjà candidat au siège du patriarcat lors de l’assemblée générale des membres du clergé, des  princes et notables réunis à Etchmiadzin en mai 1441, qui avait décidé le retour du patriarcat dans cette ville. Son opposition avec l’ambitieux Zakaria de Havoutztar, chef de l’Église de Siounie, avait toutefois abouti à l’élection d’un « patriarche non politique » de transition, Kirakos de Virap.
En 1443, Grégoire Djélalbégian est finalement élu patriarche par un parti qui refuse de donner le siège à Zakaria de Havoutzar, dont les intrigues étaient à l’origine de la renonciation de Kirakos de Virap.
Le patriarcat de Grégoire X est particulièrement chaotique car il doit faire face à Garabet de Tokat, le successeur de Grégoire IX Mousabegian  comme  Catholicos de Sis de 1446 à 1477, qui se proclame patriarche légitime de 1446 à 1477 comme  « Conservateur de la dextre de saint Grégoire  », et en même temps à Zacharie III, Catholicos d’Aghtamar de 1434 à 1464, qui se proclame lui aussi anti-patriarche de 1461 à 1462 et n’hésite pas à intervenir avec l’appui de Jihan Shah à la tête de bandes armées contre Etchmiadzin. Par ailleurs le sultan Ottoman Mehmed II installe à Constantinople comme patriarche Hovagim Ier de Brousse à qui il attribue l'autorité sur les arméniens de l'Empire ottoman avec le titre titre de
milletbaşı ou ethnarque en 1461
Pour faire face à ces difficultés, Grégoire X se voit imposer en 1448 par les autres clans épiscopaux un premier coadjuteur, Aristakès II At‘oŗakal (le Coadjuteur, 1448-1466), puis en 1462 un second en la personne de Sarkis II  Aǰatar (1462-1470).
À sa mort, le siège revient successivement à ses deux coadjuteurs : d'abord à Aristakès II At‘oŗakal (1466-1470), puis à Sargis II Aǰatar (1470-1474), qui se font eux-mêmes imposer des coadjuteurs.
La nomination d’un coadjuteur, qui devient désormais systématique, était censée pallier une éventuelle vacance du siège patriarcal liée aux difficultés à rassembler un corps électoral représentatif, du fait de l’insécurité dans laquelle évoluait l’Arménie au XVe siècle dans le contexte des guerres et des invasions auxquelles se livraient les puissances musulmanes régionales rivales.
Toutefois, la nomination d’un ou de plusieurs coadjuteurs successifs voire simultanés devient rapidement le moyen utilisé par les clans épiscopaux afin d’intervenir dans la gestion du patriarcat et d’assurer la succession à leur propre candidat. En fait, pendant près de deux cents ans jusqu’à l’élection de Moïse III de Tatev en 1629, une trentaine  d’ecclésiastiques portant le titre de Catholicos ou coadjuteur se succèdent sur le siège d’Etchmiadzin sans qu’aucune personnalité ne puisse vraiment s’imposer.